# Tequila
Pour les articles homonymes, voir Tequila (homonymie).
La (ou le) tequila, ou téquila, est une eau-de-vie produite au Mexique exclusivement à partir d'une plante nommée Agave tequilana (contrairement au mezcal qui peut être produit à partir d'autres espèces d'Agave).
Pour obtenir l'appellation « tequila », la production doit avoir lieu dans l'État de Jalisco et quelques municipalités des États de Nayarit, Michoacán, Guanajuato et Tamaulipas.

## Étymologie
[réf. nécessaire]
Le mot vient de « téquitl » (en náhuatl) qui signifie « travail » ou « fonction » et de « tlan » qui signifie « lieu ». Le mot « tequio » se réfère aux travaux des champs. Le nom est un homonyme d'une ville, d'une vallée et d'une montagne situées dans l'État de Jalisco. En espagnol, el tequila est un mot masculin.

## Histoire

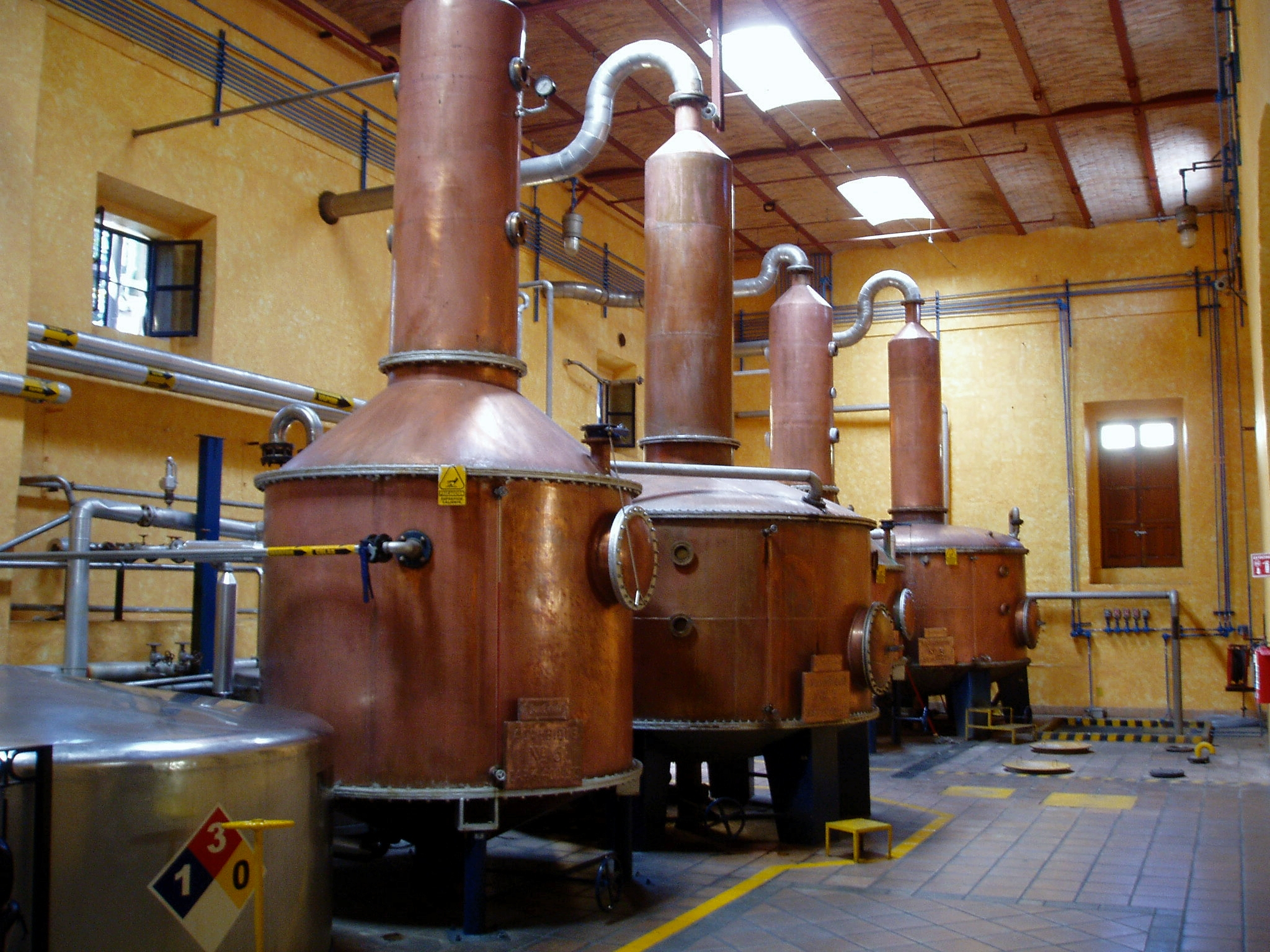
Alambic en cuivre dans une distillerie à Tequila, Jalisco.

À l'origine, les Mésoaméricains ne connaissaient pas le procédé de la distillation et la seule boisson alcoolisée qu'ils tiraient des agaves était le pulque au degré d'alcool faible (6-8 degrés GL Gay-Lussac).
Les Espagnols, à la recherche d'une eau-de-vie plus forte, introduisirent en Nouvelle-Espagne au XVIIe siècle, le processus de la distillation que les Arabes, l'ayant appris des Grecs, avaient ensuite introduit en Espagne au VIIIe siècle.
L'arrivée du train au Mexique a permis à l'industrie de la tequila de s'étendre vers d'autres destinations. Peu à peu, la tequila passe du statut de produit régional ou local à celui de produit national, puis international dans la seconde moitié du XIXe siècle ; avec la modernisation du port de Veracruz, il s'exporte encore plus facilement.
Après la Seconde Guerre mondiale, la demande de tequila s'accroît fortement, si bien qu'en 1950 le nombre de champs d'agaves a augmenté de 110 % par rapport à 1940.
Depuis qu'elle s'exporte en quantité, la tequila ordinaire est devenue plus chère. La tequila n'a jamais été une boisson accessible aux Mexicains les plus modestes qui eux buvaient du pulque et lui préfèrent depuis les alcools dérivés de la canne à sucre, bien moins chers.

## Culture de l'agave et élaboration

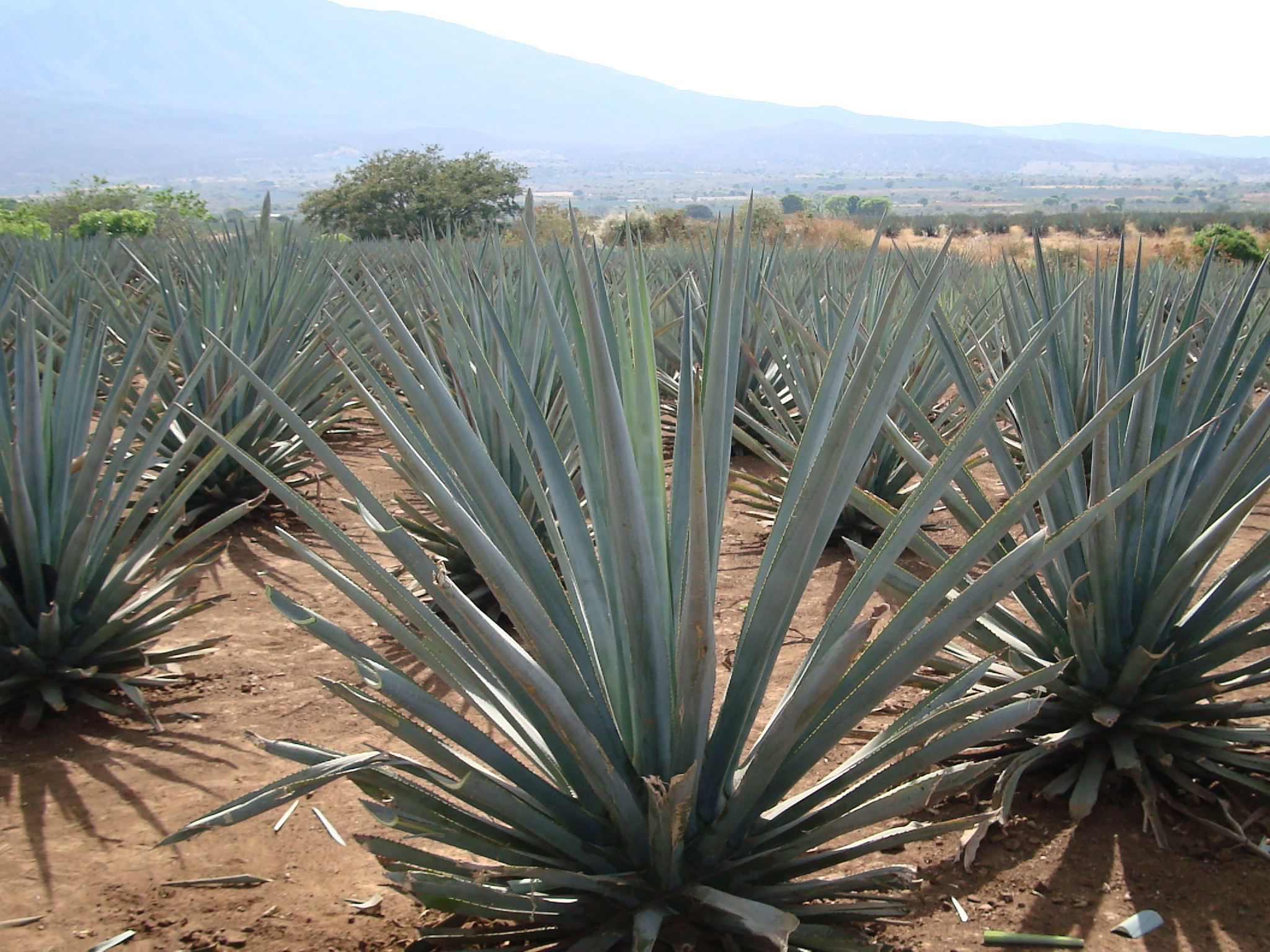
Champ d’Agave tequilana.

À la fin du XIXe siècle, la tequila se formulait avec un mélange de variétés d'agave dont la bleue était déjà préférée pour sa production de sucres et d'un cycle plus court que les autres. De nos jours, seule l'agave bleu doit rentrer dans la composition de cet alcool.
L'agave bleu est cultivé dans les régions d'agriculture sans irrigation, mais avec des précipitations pluviales de 600 mm en moyenne par an avec 80 % de probabilité. L'agave fixe le dioxyde de carbone pendant la nuit (plante CAM). De nos jours, les champs d'agave bleu sont de type monoculture à très basse variabilité génétique, mais dans le passé il y avait des cultures avec plusieurs espèces imbriquées comme le maïs, la cacahuète et les haricots. Les principaux usages de l'agave bleu sont : la tequila, le sirop d'agave et la production d'agavines (pré biotiques).
D'après l'appellation d'origine « Tequila », la tequila doit contenir au moins 60 % d'agave de la variété Azul (bleue) de l'espèce Agave tequilana variété Weber. Elle est cultivée dans les États de Jalisco, Guanajuato, Michoacan et Nayarit sur la côte Pacifique, ainsi que Tamaulipas sur la côte Caraïbes, les 40 % restants venant d'alcools de sucre. Précédemment, 51 % d'agave suffisaient, une centaine d'additifs étant autorisés.
Les tequilas de qualité supérieure et plutôt chères mentionnent « 100 % Agave », contrairement aux produits bon marché de qualité inférieure (mais respectant les normes mexicaines très sévères pour l'exportation). Les tequilas contenant moins de 100 % d'agave, à base de sucres exogènes, sont dites « mixtos ».
Les procédés traditionnels de tequila commencent par la cuisson des agaves pour convertir leurs amidons en sucres. Les cœurs ou « piñas » sont ensuite broyés et déchiquetés pour libérer leur jus. Ce liquide, appelé aguamiel, est ensuite fermenté et distillé.
La méthode traditionnelle consiste à broyer les agaves à l'aide d'une meule en pierre volcanique dite « tahoma ». Le jus est ensuite fermenté en présence de la bagasse, résidu fibreux du cœur de l'agave. La distillation est double, comme celle du cognac.
Certaines des distilleries les plus volumineuses raccourcissent complètement ce processus. À la place, ils jettent des agaves déchiquetées non cuites dans une machine qui extrait les sucres à l'eau chaude. Le processus est très rapide et efficace pour extraire les sucres, mais la tequila qui en résulte n'a pas la complexité ou la saveur d'un alcool d'agave traditionnel.[réf. souhaitée]

## Types de tequila

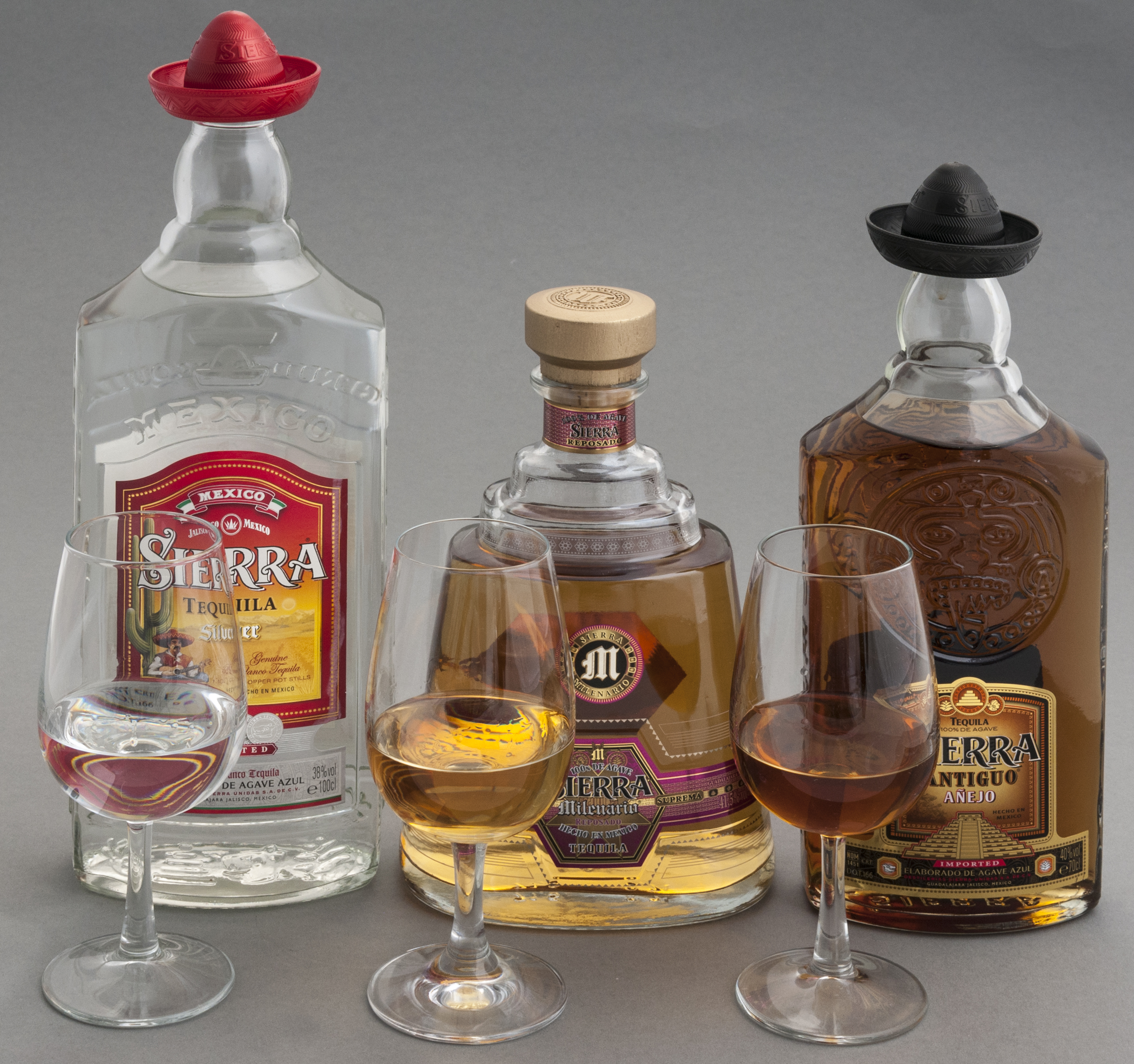
Différents types de tequila.

Il existe cinq sortes de tequila officiellement reconnues: Blanco (blanc), gold (doré), reposado (reposé) et añejo (vieilli),. 
- Le type 1 tequila blanco, transparent, est obtenu directement après la seconde distillation. Pas de vieillissement en fût pour le type 1.
- Le type 2 tequila gold ou joven abocado est la catégorie la plus exportée. Il s'agit de tequila de type 1 vieilli en fût de chêne ou auquel on a ajouté un colorant et des arômes[14].
- Le type 3 tequila reposado s'obtient ensuite à partir de la tequila blanche laissée reposer au moins deux mois dans des tonneaux de chêne ; son goût est légèrement plus suave que le blanco. C'est la plus consommée au Mexique[1].
- Le type 4 tequila añejo doit rester au moins 12 mois dans les mêmes barriques de 600 litres au plus scellées par un officier gouvernemental. Sa couleur est plus foncée que le précédent, et il a un goût de bois plus prononcé[15]. Certains producteurs utilisent de vieilles barriques à whisky de 190 litres.
- Le type 5 tequila extra añejo, ajouté à la classification en 2006, demande un vieillissement d'au moins 36 mois. En raison de sa forte teneur en alcool, la tequila doit être diluée dans de l'eau distillée après maturation. Sa couleur est sombre et son goût est complexe[14].

Les qualificatifs tels que « oro », « plata », « artesanal », « especial », « azteca », « antigua reserva », « reserva », etc. ne sont pas officiels.

## Dégustation
Un mythe est popularisé par les films des années 1940, celui de consommer la tequila avec du sel et une rondelle de lime : saupoudrer le dessus de la main gauche de sel, placer le citron vert entre le pouce et l'index, lécher le sel, boire le verre de tequila d'un seul trait, terminer éventuellement en croquant dans le citron. À la suite de la Coupe du monde de football en 1986, la tequila, particulièrement frappée, revient sur le devant de la scène. 

## Marché
L'exportation mondiale de tequila se répartissait de la manière suivante en 2008 :
- 106 millions de litres aux États-Unis ;
- 15,5 millions de litres pour l'Union européenne ;
- 17,6 millions de litres pour le reste du monde[18].

Elle atteint 286,7 millions de litres en 2020, les deux-tiers au trois-quarts à destination des États-Unis,.
La tequila ne peut qu'être produite au Mexique pour porter le nom. La Chine et l'Argentine en produisent des copies vendues sous le nom de Tequila. L'Afrique du Sud produit elle aussi une copie vendue sous le nom d'Agava.
Il existe une journée nationale de la tequila aux États-Unis, laquelle a lieu chaque année le 24 juillet.
La tequila représente 2,5 % en volume des spiritueux vendus dans le monde en 2021, part en progression.